# 통가의 행정 구역

통가의 행정 구역

통가의 행정 구역은 5개 행정구로 나뉜다.
- 통가타푸섬(Tongatapu)
- 바바우 제도(Vavaʻu)
- 하파이 제도(Ha'apai)
- 에우아섬('Eua)
- 니우아스 제도(Niuas)

## 같이 보기
- ISO 3166-2:TO